# Пескин, Майкл
Майкл Пескин (англ. Michael Peskin; род. 27 октября 1951, в Филадельфии) — американский физик-теоретик.

## Биография
Получил додипломное образование в Гарвардском университете, а степень доктора философии в 1978 году в Корнеллском университете под научным руководством Кеннета Вилсона. В 1977—1980 годах принадлежал к Обществу гарвардских стипендиатов.
Профессор в теоретической группе Стэнфордского центра линейного ускорителя. Является членом Американского физического общества, в 2000 году избран членом Американской академии искусств и наук.

## Вклад в науку
Пескин известен благодаря популярному учебнику квантовой теории поля, написанном в соавторстве с Дэниелом Шродер, а также параметрам Пескина — Такэути, которые играют важную роль в физических теориях за пределами Стандартной модели. Является автором многих популярных обзорных статей. Выступает сторонником построения будущего линейного коллайдера.

### Публикации на русском языке
- Пескин М., Шрёдер Д. Введение в квантовую теорию поля. / Ред. пер. А. А. Белавин. — Ижевск: РХД, 2001. — 784 с.